# Opuntia polyacantha
Opuntia polyacantha ist eine Pflanzenart in der Gattung der Opuntien (Opuntia) aus der Familie der Kakteengewächse (Cactaceae). Das Artepitheton polyacantha  leitet sich von den griechischen Worten poly für ‚viele‘ sowie akanthos für ‚Dorn‘ ab und verweist auf die Bedornung der Triebe der Art. Englische Trivialnamen sind „Cliff Prickly Pear“, „Grizzly Bear Prickly Pear“, „Hairy Prickly Pear“, „Hedgehog Prickly Pear“, „Juniper Prickly Pear“, „Nichol's Prickly Pear“, „Plains Prickly Pear“, „Porcupine Prickly Pear“, „Red-Spined Prickly Pear“ und „Starvation Prickly Pear“.

## Beschreibung
Opuntia polyacantha wächst strauchig mit vielen Zweigen. Sie bildet Polster oder Matten, die eine Wuchshöhe von bis zu 15 Zentimetern und eine Breite von mehreren Metern erreichen. Die runden bis breit umgekehrt-eiförmigen Triebabschnitte sind blaugrün und kahl. Sie sind 5 bis 12,5 Zentimeter lang, 3,5 bis 10 Zentimeter breit und bis 1 Zentimeter dick. Die dicht beieinander stehenden Areolen tragen gelbe, unauffällige Glochiden. Die 6 bis 10 nadelartigen Dornen sind gerade, abwärts gekrümmt oder zurückgebogen und 1 bis 12,5 Zentimeter lang.
Die gelben Blüten sind 4,5 bis 6 Zentimeter lang und weisen Durchmesser von 4,5 bis 8 Zentimeter auf. Die braunen, trockenen Früchte sind umgekehrt-eiförmig. Sie besitzen einen Durchmesser von 1,2 bis 2,5 Zentimeter.
Die Chromosomenzahl beträgt 2n = 22 oder 44.

## Verbreitung, Systematik und Gefährdung
Opuntia polyacantha ist im Westen der Vereinigten Staaten und im Süden von Kanada weit in Höhenlagen von 300 bis 2400 Metern verbreitet. In Mexiko ist sie kaum vorhanden.
Die Erstbeschreibung wurde 1819 von Adrian Hardy Haworth veröffentlicht. Ein nomenklatorisches Synonym ist Tunas polyacantha (Haw.) Nieuwl. & Lunell (1916).
Es werden folgende Varietäten unterschieden:
- Opuntia polyacantha var. polyacantha
- Opuntia polyacantha var. erinacea (Engelm. & J.M.Bigelow) B.D.Parfitt
- Opuntia polyacantha var. hystricina (Engelm. & J.M.Bigelow) B.D.Parfitt
- Opuntia polyacantha var. nicholii (L.D.Benson) B.D.Parfitt

In der Roten Liste gefährdeter Arten der IUCN wird die Art als „Least Concern (LC)“, d. h. als nicht gefährdet geführt. Die Entwicklung der Populationen wird als stabil angesehen.

## Verwendung
Die Blackfoot verwenden Opuntia polyacantha auf vielfältige Weise. Triebabschnitte werden zum Entfernen von Warzen genutzt, indem sie auf der entsprechenden Hautstelle gerieben werden. Geschälte Triebabschnitte werden als Verband auf Wunden gebunden. Mit den Dornen wird eine Art Akupunktur durchgeführt.
Außerdem verwenden sie den Schleim von Opuntia polyacantha zum Fixieren von Farben.

## Nachweise